# Apostolische Gemeinschaft
De Apostolische Gemeinschaft (ook wel Apostolische Gemeinde) is een afsplitsing van de Nieuw Apostolische Kerk, die op 24 januari 1955 in Düsseldorf werd gesticht. Aanleiding was de excommunicatie van de 'districtsapostelen' Kuhlen, Dehmel en Dunkmann, wegens hun commentaar op de gevolgen van de zogenaamde 'stamapostelboodschap'. Destijds telde zij in Duitsland ongeveer  6000 leden, verspreid over 78 gemeentes.

## Ontstaan
De scheuringen in de Nieuw Apostolische Kerk in Zwitserland (1954) en Duitsland (1955) waren een gevolg van de 'stamapostelboodschap', die sinds eind 1951 door stamapostel J.G. Bischoff verkondigd werd. Deze hield in dat hij niet zou sterven, voordat Jezus wederkomen zou en de uitverkorenen tot Zich zou nemen (in de 'eerste opstanding'). In 1954 werd deze leer tot dogma verheven en de ambstdragers die deze leer niet verkondigden werden geëxcommuniceerd. Bischoff stierf in 1960, zonder dat het in de daarop volgende jaren tot een rehabilitatie van de buitengesloten ambtsdragers kwam.

## Vereniging
In 1994 verenigden de Reformiert Apostolische Gemeindebund, in 1921 door apostel August Brückner gesticht nadat hij door 'stamapostel' Niehaus was uitgezet, en de Apostolische Gemeinschaft zich tot de "Apostolische Gemeinschaft e.V." (e.V.='eingetragener Verein'; men staat als vereniging officieel ingeschreven in de stad Düsseldorf.) Beide waren tot die tijd "zusterkerken" in de Vereniging van Apostolische Gemeenten (zie hieronder). Door de Duitse hereniging bestond geen reden meer tot instandhouding van twee aparte gemeenschappen in Duitsland.

## Leer en sacramentsopvattingen
De leer van de Apostolische Gemeinschaft is in de loop der jaren losgekomen van die van de Nieuw-Apostolische Kerk. Vooral sinds de 70'er jaren heeft er een heroriëntatie en hervorming plaatsgevonden op het gebied van het kerkbegrip en opvattingen rond ambten en sacramenten. De huidige leer werd toen samengevat in twee delen van het boek "Was wir glauben" die resp. in 1984 en 1991 verschenen zijn. In juli 2005 is er bovendien een nieuwe samenvatting van de sacramentenleer uitgegeven. Voor wat betreft de geloofsbelijdenis is men teruggekeerd tot de oecumenische Apostolische geloofsbelijdenis. De drie toegevoegde artikelen uit het verleden met bijzondere leerstellingen zijn niet meer in gebruik.

### Kerkbegrip
De Apostolische Gemeinschaft ziet zichzelf als onderdeel van de ene, Heilige, Katholieke en Apostolische Kerk. Het lidmaatschap wordt door aansluiting verleend en is slechts van de doop en is niet meer zoals vroeger, van de verzegeling afhankelijk. De doop in de Naam van de Drie-enige God die in andere kerken voltrokken is, wordt zonder beperking erkend en behoeft niet meer, zoals vroeger gebruik was, bevestigd te worden.

### Ambtsbegrip
De AG kent het apostelambt als belangrijkste leerambt. Dit wordt niet als noodzakelijk voor het heil beschouwd en maakt geen aanspraak op exclusiviteit, maar duidt een door Jezus geroepen en gevolmachtigde dienst aan. Tevens wordt apostolische volmacht niet alleen voor de eigen gemeenschap als aanwezig beschouwd, maar ook geaccepteerd dat zij potentieel overal in de Kerk van Christus aanwezig kan zijn, zonder dat daar een expliciet 'apostelambt' bestaat. Alle ambtsgaven ontvangen hun volmacht direct van Jezus Christus, het Hoofd der Kerk. Ook het algemene priesterschap der gelovigen wordt erkend. Er is geen strenge hiërarchie, echter wel een onderscheid naar de mate van verantwoordelijkheid.
Sinds 2004 kent de AG ook vrouwelijke diakenen, waarvan de eerste drie op 22 februari van dat jaar te Borken geordend werden door apostel Wilfried Baron. Vervolgens zijn op 1 januari 2005 ook in het district Düsseldorf drie vrouwen geordend. Verder in 2005 een voor de gemeente Düsseldorf-Benrath en op 1 januari 2006 een voor de gemeente Düren. In Nederland werd in april 2005 bij de zustergemeente te Enkhuizen van Gemeente van Apostolische Christenen voor het eerst een vrouw tot diaken geordend, die 2007 tot de eerste vrouwelijke priester in de VAG geordend wordt.

### Sacramentsbegrip
De AG onderscheidt drie sacramenten: doop, Avondmaal en verzegeling, als drie onderscheiden beelden voor het ene en volkomen heil van God.
In de 'doop' viert zij het verbond van God dat Hij met de mensen sluit. Men stelt dat de gelovige aanneming van de doop de wedergeboorte uit water en Geest, de opname in het Nieuwe verbond, de inplanting in het geestelijke Lichaam van Christus. De doop van kinderen vindt plaats op basis van de wens en geloofsbelijdenis van de ouders.
In het 'Avondmaal' viert zij de verlossing van zonden en verzoening met God. Men beschouwt het als een gedachtenismaal aan het offer van Jezus Christus, een tafel- en levensgemeenschap met de aanwezige Heer en een blik in de toekomst.
In de 'Verzegeling' viert zij dat de Heilige Geest op het Pinksterfeest werd uitgestort. Door deze Geest werkt God aan de mens, waardoor Hij hem in staat stelt Christus als zijn Heer te erkennen en in het geloof te groeien.

## Internationale samenwerking
Er bestaat sinds 1956 internationale samenwerking tussen de volgende, van de Nieuw Apostolische Kerk afgesplitste gemeenschappen in het overkoepelend verband van de  Vereniging van Apostolische Gemeenten (ook bekend als United Apostolic Church):
- Vereinigung Apostolischer Christen, Zwitserland
- Gemeente van apostolische Christenen, Nederland
- Union des Chrétiens Apostoliques, Frankrijk
- United Apostolic Church, India
- Apostolic Church of Queensland, Australië
- Apostolic Church - Apostle Unity, Zuid-Afrika
- United Apostolic Church, Filipijnen

### Periodiek
Het maandblad 'Der Herold' wordt sinds 1954 uitgegeven, later door de Zwitserse Vereniging van Apostolische Christenen. De redactie wordt al jaren gevoerd door het bestuur van de Apostolische Gemeinschaft in Düsseldorf.